# Hlavní pošta (Sarajevo)
Hlavní pošta (bosensky Glavna pošta) se nachází v Sarajevu, na břehu řeky Miljacky. Poštovní palác se nachází na adrese Obala Kulina Bana 8, budován byl v letech 1907 až 1909 a dokončen byl v roce 1913.

## Popis
Budova pošty vznikla podle projektu chorvatského architekta Josipa Vancaše. Patří k jeho hlavním projektům.  Inspirací mu v oblasti průčelí stavby, symetrického členění a definice hlavní osy, stejně jako dekorativních prvcích byla budova poštovní spořitelny dle Otto Wagnera ve Vídni. Interiér paláce byl značně ovlivně tehdy populární secesí. Centrální prostor hlavního sálu je zastřešen kovovou prosklenou konstrukcí, obdobně jako tomu bylo i u jiných poštovních paláců na území tehdejšího Rakousko-Uherska. Průčelí paláce bylo ovlivněno historizujícími styly. 

## Historie
Z této budovy pošty byl v roce 1914 odeslán telegram o atentátu na následníka rakousko-uherského trůnu.
Během druhé světové války byla poničena jen zanedbatelně. Budova zcela vyhořela na začátku války dne 2. května 1992. Budovu zasáhla granátometná palba z pozic srbských sil, rozmístěných okolo kopce na začátku obléhání. Požár však byl založen úmyslně s cílem zabránit komunikaci Sarajeva se zbytkem Bosny a Hercegoviny na počátku konfliktu.
Adaptaci a rekonstrukci objektu provedl Ferhad Mulabegović a zakončena byla do roku 2001. Obnova měla celkem tři fáze; již v roce 1994 byla obnovena střecha budovy, roku 1996 byla připravena kompletní projektová dokumentace obnovy památky a do začátku 21. století byly stavební práce dokončeny.